# Rådgivande styrelse
Rådgivande styrelse (engelska: Advisory Board) är en sammansatt grupp utan beslutsrätt som enbart är rådgivande, tillsatt av ett företags styrelse eller ägare.

## Översikt
En rådgivande styrelse är ett organ som ger icke-bindande strategiska råd till förvaltningen av ett aktiebolag, organisation eller stiftelse. Den informella karaktär i en rådgivande styrelse ger större flexibilitet i strukturen och ledning jämfört med bolagsstyrelse. Till skillnad från bolagsstyrelsen, har den inte delegationen eller behörighet att rösta på bolagsrättsliga frågor eller bära legalt förvaltningsansvar. Många nya eller små företag väljer att ha rådgivande styrelse i syfte att dra nytta av den kunskap om andra, utan kostnaden eller formalitet av bolagsstyrelse.
Den rådgivande styrelsen leds av den verkställande direktören (VD) och övriga gruppen är olika konsulter inom specifika områden och kallas rådgivare samt att där ibland finns en administrativ handläggare som koordinerar informationen av samtliga i gruppen.

## Roller och ansvar för rådgivande styrelseledamöter[2]
- Utveckla en förståelse för verksamheten, marknaden och branschtrender.
- Ge "kloka råd" på frågor som ägare / direktörer eller ledning.
- Ge objektiva insikter och idéer från en tredje point-of-view (inte inblandad i driften av verksamheten).
- Uppmuntra och stödja utforskande av nya affärsidéer.
- Fungera som en resurs för chefer.
- Ge socialt nätverkande en plattform för styrelseledamöter och företaget.
- Uppmuntra utvecklingen av ett ramverk för bolagsstyrning som möjliggör hållbar tillväxt för företaget.
- Belysa affärsresultat.
- Införa utmaningar för styrelseledamöter och ledning som skulle kunna förbättra verksamheten.